# Taková moderní rodinka
Taková moderní rodinka (v anglickém originále Modern Family) je americký komediální televizní seriál vytvořený v dílně scenáristů Christophera Lloyda a Stevena Levitana. Byl produkován společností 20th Century Fox Television a od roku 2009 vysílán na stanici ABC. V Česku jej vysílaly stanice HBO Comedy a Prima Comedy Central.
Seriál sleduje osudy rodin Jaye Pritchetta (Ed O'Neill), jeho dcery Claire Dunphyové (Julie Bowenová) a jeho syna Mitchella Pritchetta (Jesse Tyler Ferguson), kteří žijí v Los Angeles. Claire je žena v domácnosti, vdaná za Phila Dunphyho (Ty Burrell) se kterým má tři děti. Jay je ženatý s mnohem mladší Kolumbijkou Glorií (Sofía Vergara), které pomáhá s výchovou jejího syna Mannyho. Mitchell žije se svým přítelem Cameronem Tuckerem (Eric Stonestreet) se kterým adoptovali vietnamské děvčátko Lily.
Seriál byl ze začátku kritiky hodnocen velmi kladně, ale postupně začal získávat smíšené reakce. Seriál získal cenu Emmy v kategorii nejlepší komediální seriál, dvě ceny v kategorii nejlepší televizní herec ve vedlejší roli v komediálním seriálu získal Eric Stonestreet a dvě ve stejné kategorii Ty Burrell. Julie Bowen získala dvě ceny v kategorii nejlepší televizní herečka ve vedlejší roli v komediálním seriálu. K roku 2018 získal 75 nominací na cenu Emmy, z toho 22 proměnil. Seriál také získal Zlatý glóbus v kategorii nejlepší seriál – muzikál nebo komedie. V době vysílání to byl nejdéle běžící seriál stanice ABC.
Produkce jedenácté a finální řady byla potvrzena v únoru 2019 a měla premiéru dne 25. září 2019.

## Obsazení

### Hlavní role
- Ed O'Neill jako Jay Pritchett (český dabing: Pavel Zedníček)
- Sofía Vergara jako Gloria Pritchett (český dabing: Kateřina Lojdová)
- Julie Bowen jako Claire Dunphy (český dabing: Martina Hudečková)
- Ty Burrell jako Phil Dunphy (český dabing: Aleš Procházka)
- Jesse Tyler Ferguson jako Mitchell Pritchett (český dabing: Filip Švarc)
- Eric Stonestreet jako Cameron Tucker (český dabing: Jiří Valšuba)
- Sarah Hyland jako Haley Dunphy (český dabing: Terezie Taberyová)
- Ariel Winter jako Alex Dunphy (český dabing: Viktorie Taberyová)
- Nolan Gould jako Luke Dunphy (český dabing: Roman Hajlich)
- Rico Rodriguez jako Manny Delgado (český dabing: Jiří Köhler)
- Aubrey Anderson-Emmons jako Lily Tucker-Pritchett (3. – 11. řada) (český dabing: Klára Nováková)
  - Jaden Hiller a Ella Hiller jako Lily Tucker-Pritchett (1–2. řada)
- Jeremy Maguire jako Joe Pritchett (7. – 11. řada)
  - Rebecca a Sierra Mark (4. řada)
  - Pierce Wallace (5.–6. řada)

### Vedlejší role
- Reid Ewing jako Dylan Marshall (český dabing: Petr Neskusil)
- Shelley Long jako DeDe Pritchett (český dabing: Daniela Bartáková)
- Fred Willard jako Frank Dunphy (český dabing: Karel Richter)
- Benjamin Bratt jako Javier Delgado (český dabing: Emesto Čekan)
- Celia Weston jako Barb Tucker (český dabing: Sylva Talpová)
- Elizabeth Banks jako Sal
- Kevin Daniels jako Longinus
- Nathan Lane jako Pepper Saltzman
- Phillip Baker Hall jako Walt Kleezak
- David Cross jako Duane Bailey
- Barry Corbin jako Merle Tucker
- Rob Riggle jako Gil Thorpe
- Adam DeVine jako Andy Bailey
- Christian Barillas jako Ronaldo
- Dana Powell jako Pam Tucker
- Arden Belle jako Rhonda
- Laura Ashley Samuels jako Beth
- Brooke Sorenson jako Tammy LaFontaine
- Aubree Young jako Sydney Barrow
- Steve Zahn jako Ronnie
- Andrea Anders jako Amber LaFontaine
- Suraj Partha jako Sanjay Patel
- Jon Polito jako Earl Chambers
- Joe Mande jako Ben
- Chris Geere jako Arvin Fennerman

## Produkce

### Vývoj
Když si tvůrci Christopher Lloyd a Steven Levitan vyprávěli příběhy o svých rodinách, uvědomili si, že by jejich příběhy mohly sloužit jako základ pro televizní seriál. Začali pracovat s nápadem, že by život rodiny byl sledován ve stylu mockumentu. Později se rozhodli, že seriál bude sledovat tři rodiny a jejich příbuzné. Původně se projekt jmenovat My American Family (Moje americká rodina) a vedoucí týmu kameramanů dokumentu měl být fiktivní nizozemský filmař Geert Floortje, který žil s Jayovou rodinou v dospívání, když byl ve Spojených státech na výměnném pobytu a zamiloval se do Claire (zatímco Mitchell se zamiloval do něj). Producenti později přišli na to, že role Geerta je pro příběh zbytečná a nápad zamítli.
Tvůrci seriál nabídli stanicím CBS, NBC a ABC (stanici Fox seriál nenabídli z důvodu dřívějšího problému s jejich seriálem Back to You, který také vytvořili a produkovali pro stanici). Stanice CBS seriál odmítla. Stanice NBC seriál odmítla, protože by již vysílala třetí komedii typu mockumentu (vysílali seriál Kancl a Park and Recreation).
Pilotní díl byl testován skupinou, která díl zhodnotila pozitivně a tak stanice ABC objednala třináct dílů do své sezóny 2009–2010, pár dní před oficiálním oznámením svého programu. Seriál objednal celou řadu v říjnu roku 2009.

### Natáčení
Seriál se natáčel v Los Angeles. Scény z exteriéru pochází ze západní části Los Angeles. Dunphyův dům se nachází v sousedství Cheviot Hills. Od roku 2014 se exteriéry školy Luka a Mannyho natáčeli na střední škole Palisades Charter High School.

## Ocenění a nominace
Seriál získal tři Ceny Asociace televizních kritiků, dvě ceny Directors Guild of America Awards, jeden Zlatý glóbus, šest cen Writers Guild of America Awards, pět Cen Sdružení filmových a televizních herců a 22 cen Emmy.